# Leopoldo Caimmi
Leopoldo Caimmi (Ancona, 3 dicembre 1906 – Milano, 15 marzo 1937) è stato un calciatore italiano, di ruolo centrocampista.

## Carriera
Inizia la carriera nell'Alba Audace fino alla stagione prima della fusione che diede origine alla Roma, nel 1927 passa al Livorno, con cui disputa il girone B della Divisione Nazionale 1927-1928, quindi a fine stagione torna nella capitale per indossare la maglia della Lazio.
Coi biancocelesti resta 3 stagioni, disputando i primi 2 campionati di Serie A a girone unico. Nel 1931 viene ceduto all'Atalanta in Serie B dove milita altre due annate, quindi nel 1933 torna in massima serie per vestire la maglia del Casale, all'ultima apparizione fino ad ora in Serie A della sua storia. Prosegue quindi la carriera fra Serie B e Serie C con Cagliari e Fanfulla.
In carriera ha totalizzato complessivamente 65 presenze e 2 reti nella Serie A a girone unico e 76 presenze in Serie B.